# André Laurijssen
André Laurijssen (1953) is een Belgisch voormalig voetballer. Hij was doelman van Beerschot VAV in de jaren zeventig en van KAA Gent in de jaren tachtig.
Laurijssen speelde 438 matchen in de Eerste Klasse. Vanaf seizoen 1988-89 speelde hij bij Hoogstraten VV tot en met seizoen 1995-96. Daarna was hij twee jaar trainer bij KFC Sint-Lenaarts en vijf jaar bij KFC Meer.